# 遥か (モン吉の曲)
「遥か」はモン吉の楽曲。ドリーミュージックから2016年7月27日に配信限定でリリースされた。配信限定曲は｢桜ユラユラ｣に続いて2曲目となるシングル。

## タイアップ
- 日本テレビ「バズリズム」POWER PLAY テーマソング

## 曲の詳細
1. 遥か [4:31]
作詞：モン吉 作曲：モン吉/ArmySlick